# Bargły
Bargły – wieś sołecka w Polsce położona w województwie śląskim, w powiecie częstochowskim, w gminie Poczesna.

## Położenie
Obszar ten objęty jest przez mezoregion Obniżenie Górnej Warty, który stanowi część Wyżyny Woźnicko-Wieluńskiej. Ta natomiast wchodzi w obszar Wyżyny Śląsko-Krakowskiej.
Przez miejscowość przebiega droga wojewódzka nr 904 Blachownia–Kolonia Poczesna.

## Historia
Nazwa wsi prawdopodobnie pochodzi od innej nazwy ptaka kowalika – bargieł. W księgach parafii św. Jana Chrzciciela w Poczesnej wieś Bargły pojawia się w 1631 roku. W I Rzeczypospolitej wieś leżała w powiecie lelowskim w województwie krakowskim.
W wyniku II rozbioru Polski wieś znalazła się w granicach Prus, w prowincji Prusy Południowe. Leżała w powiecie częstochowskim, w departamencie łęczyckim, następnie piotrkowskim, a od 1798 roku w departamencie kaliskim. W latach 1807–1815 leżała w Księstwie Warszawskim, w powiecie częstochowskim, w departamencie kaliskim. Po Kongresie Wiedeńskim leżała w Królestwie Polskim, w powiecie częstochowskim, w obwodzie wieluńskim, w województwie kaliskim, od 1837 roku w guberni kaliskiej Imperium Rosyjskiego.
W 1827 wieś miała 23 domy i 111 mieszkańców. W 1854 roku wieś należała do dóbr rządowych Poczesna, które zostały w 1841 roku nadane prawem majoratu generał-lejtnantowi artylerii Michałowi Sobolewowi (Bargły obejmowały obszar 634 morgów). Po zmarłym w 1866 roku gen. Sobolewie majorat odziedziczył jego syn Michał, a po nim jego siostra księżna Eliza Teniszew. Na mocy ustawy z 25 lipca 1919 roku majoraty przeszły na własność Skarbu Państwa.
Od 1867 roku Bargły wchodziły w skład powiatu częstochowskiego w guberni piotrkowskiej. Od 1868 do lat 70. XIX w. istniała gmina Bargły. W 1877 roku wieś leżała w gminie Kamienica Polska. Zgodnie ze "Słownikiem geograficznym Królestwa Polskiego i innych krajów słowiańskich" w 1880 r. we wsi istniały 32 domy, a w 1900 r. 28 domów, mieszkało w niej 229 osób.
W wyniku odzyskania niepodległości przez Polskę w 1918 roku znalazła się w granicach II Rzeczypospolitej, od 1923 roku w gminie Poczesna w powiecie częstochowskim w województwie kieleckim. Po wybuchu II wojny światowej została włączona do III Rzeszy. Znajdowała się w powiecie Blachownia w rejencji opolskiej w prowincji Śląsk (od stycznia 1941 roku w nowej prowincji Górny Śląsk). Podczas II wojny światowej zginęło 7 mieszkańców wsi: trzech żołnierzy podczas kampanii wrześniowej, trzech w obozach koncentracyjnych, jeden został rozstrzelany przez żołnierzy Niemieckich.
Po wojnie wieś stała się częścią powiatu częstochowskiego w województwie kieleckim (od 1950 w katowickim). W latach 1975–1998 miejscowość położona była w województwie częstochowskim.

### Kopalnie rud żelaza
Wieś leży w Częstochowskim Obszarze Rudonośnym. Na początku XIX znajdowała się tu kopalnia rud żelaza „Bargły”. W okresie międzywojennym we wsi działały dwie kopalnie rud żelaza „Bargły I” oraz „Bargły VI”. Należały one do Towarzystwa Akcyjnego „Huta Bankowa” w Poczesnej z siedzibą w Borku. Po II wojnie światowej działała kopalnia „Jan” na granicy z Michałowem (do 1950 roku) wchodząca w skład kopalni Rudy Żelaznej i Topików Rejon Borek w Borku.

## Parafia rzymskokatolicka
Część miejscowości podlega parafii św. Jana Chrzciciela w Poczesnej, a część parafii św. apostołów Piotra i Pawła w Nieradzie.

## Obecnie
Na terenie wsi działa jednostka OSP Bargły założona w 1926 roku. W budynku dawnej szkoły z pocz. XX wieku mieści się po remoncie w 2010 roku Wiejskie Centrum Kultury i Rekreacji. Znajduje się w nim m.in. izba regionalna.
W 2008 roku miejscowość zamieszkiwało 651 osób.